# Canton de Saint-Étienne-Sud-Ouest-2
Le canton de Saint-Étienne-Sud-Ouest-2 est une ancienne division administrative française située dans le département de la Loire et la région Rhône-Alpes.

## Histoire
Canton créé en 1973.

## Représentation
| Période | Période | Identité                     | Étiquette          | Qualité                                                                          |
| ------- | ------- | ---------------------------- | ------------------ | -------------------------------------------------------------------------------- |
| 1973    | 1979    | Stéphane Fournel (1918-1995) | UDR puis RPR       | Chirurgien à Saint-Étienne                                                       |
| 1979    | 1985    | François Tomas (1939-2003)   | PCF                | Universitaire, agrégé et docteur en géographie Adjoint au Maire de Saint-Étienne |
| 1985    | 1998    | Guy Giraud                   | RPR                | Agent immobilier Adjoint au Maire de Saint-Étienne                               |
| 1998    | 2015    | Christine Cauët              | PS puis PG puis PS | Avocat Ancienne Conseillère municipale de Saint-Étienne                          |

## Composition
Le canton de Saint-Étienne-Sud-Ouest-2 se composait d’une fraction de la commune de Saint-Étienne. Il comptait 19 188 habitants (population municipale) au 1er janvier 2012.
| Nom                       | Code Insee | Intercommunalité        | Population (dernière pop. légale)                |
| ------------------------- | ---------- | ----------------------- | ------------------------------------------------ |
| Saint-Étienne (chef-lieu) | 42218      | Saint-Étienne Métropole | Fraction : 19 188(2012) Commune : 170 761 (2014) |

## Démographie
| 1962 | 1968 | 1975 | 1982 | 1990 | 1999 | 2009 |
| ---- | ---- | ---- | ---- | ---- | ---- | ---- |
| -    | -    | -    | -    | -    | -    | -    |